# Circuit de Zolder
El Circuit de Zolder, anomenat oficialment Circuit Zolder i conegut també com a circuit de Terlaemen (Circuit van Terlaemen), és un circuit de curses de 4,011 km situat a Heusden-Zolder, a Limburg (Bèlgica).

## Història

### Primers anys
Inaugurat el 1963, Zolder va acollir el Gran Premi de Bèlgica de Fórmula 1 en 10 ocasions durant les dècades del 1970 i 1980, així com el Gran Premi de Bèlgica de motociclisme el 1980.

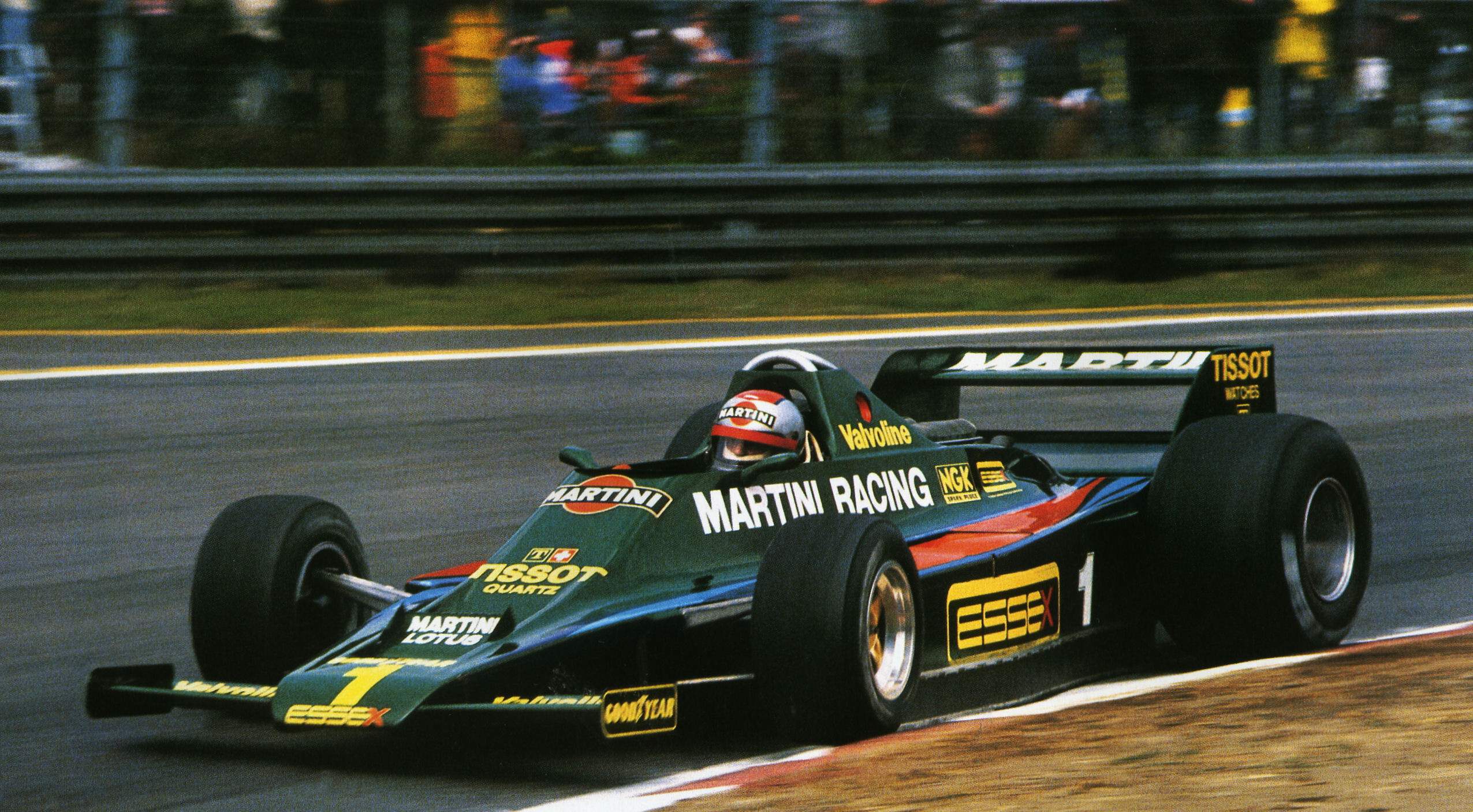
Mario Andretti al GP de

La Fórmula 1 es va traslladar al circuit el 1973 i, llevat d'una edició al circuit de Nivelles-Baulers el 1974, Zolder es va mantenir com a seu anual del Gran Premi de Bèlgica fins al 1982. Aquell any, Gilles Villeneuve s'hi va morir durant la classificació per al Gran Premi. El Ferrari 126C2 del canadenc va xocar a gran velocitat amb el March 821 de Jochen Mass i va sortir enlairat; en aterrar va quedar destrossat i Villeneuve en va sortir disparat a gran velocitat, anant a estavellar-se a 50 metres lluny.
Arran de la mort de Villeneuve, el Gran Premi de Bèlgica es va celebrar a Spa-Francorchamps el 1983 abans de tornar a Zolder per darrera vegada el 1984 en què, oportunament, el pilot de Ferrari Michele Alboreto va guanyar la cursa portant el número 27 de Villeneuve al cotxe. Des de 1985, el Gran Premi de Bèlgica s'ha traslladat definitivament a Spa.

### Segle XXI
A començaments del 2006, la pista va patir adaptacions de seguretat. Zolder va ser seu d'una ronda de les World Series by Renault del 2003 al 2006. El 2007 va acollir un Gran Premi de la Champ Car i una ronda del Campionat FIA GT. Aquell any i el 2008, Zolder va substituir Zandvoort com a seu del Masters de Fórmula 3. El circuit va aparèixer al programa televisiu d'automòbils Top Gear el 2008. A l'episodi, els presentadors britànics del programa van competir contra els seus homòlegs alemanys del D Motor de DMAX.

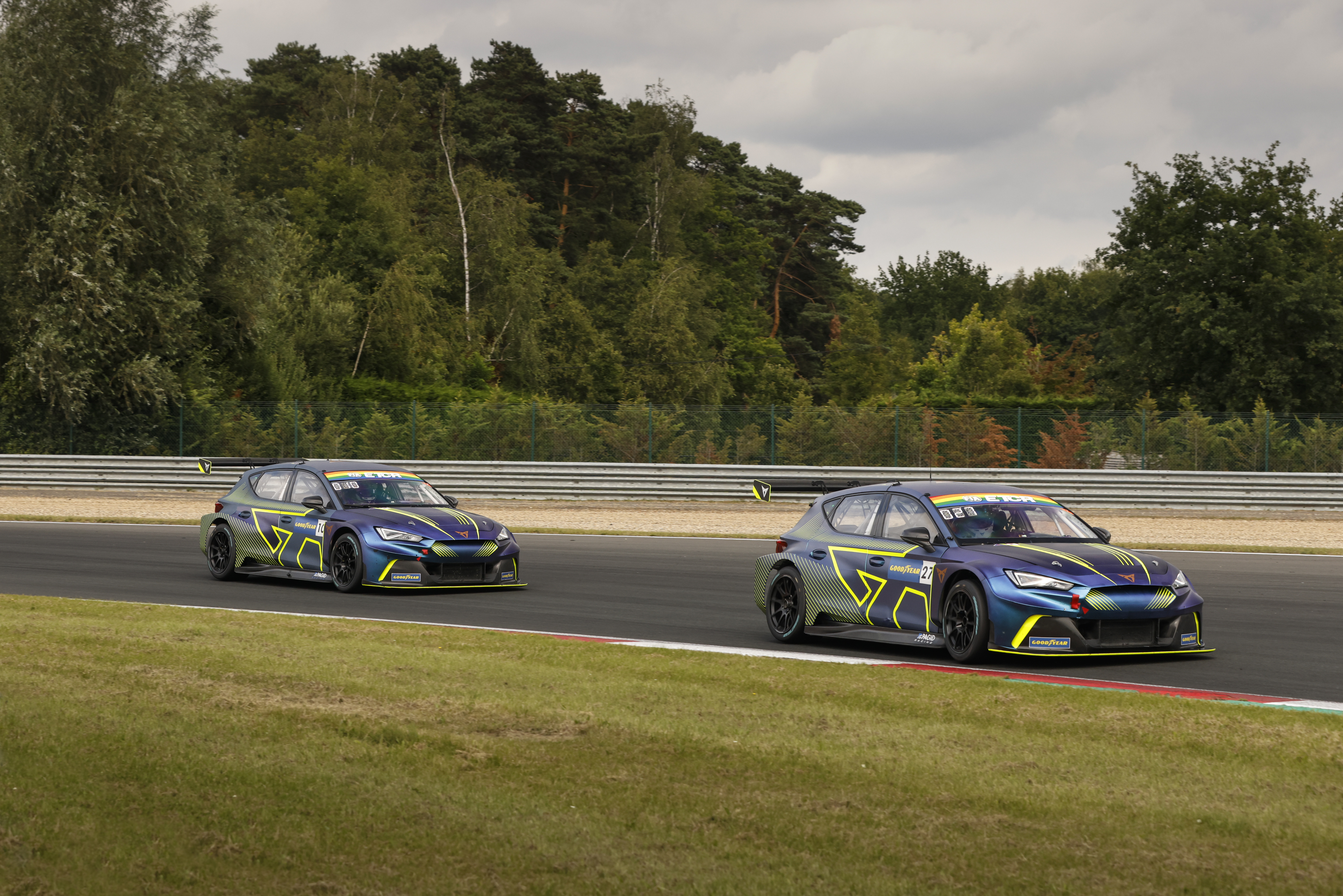
Moment d'una cursa de les FIA ETCR del 2022

Zolder va acollir també la cursa belga del WTCC els anys 2010, 2011 i 2020. L'última la van guanyar Rob Huff (Chevrolet) i Gabriele Tarquini (SEAT). Després, el WTCC va desaparèixer dels circuits belgues fins que el 2014 va tornar a Spa.
Actualment, els principals campionats que celebren una cursa a Zolder són la Blancpain Sprint Series i el campionat belga BRCC. Les 24 Hores de Zolder també s'hi celebren anualment a finals d'agost o començaments de setembre. Les NASCAR Whelen Euro Series han vingut disputant la seva darrera cursa de la temporada a Zolder des del 2015.
El 2019, per primera vegada en 17 anys, el Deutsche Tourenwagen Masters va tornar a Zolder, però el circuit va perdre el seu lloc al calendari DTM en favor de Spa-Francorchamps el 2022.

## Ciclisme
Zolder també s'ha fet servir per a competicions de ciclisme com ara els Campionats del món de ciclisme en ruta dues vegades (1969 i 2002) i els Campionats del món de ciclocròs els anys 1970, 2002 i 2016. En aquests darrers s'hi va produir el primer ús confirmat de "dopatge mecànic" quan es va descobrir que Femke Van den Driessche duia un motor secret dins la bicicleta. Des del 2009, el Circuit Zolder acull una cursa de ciclocròs al desembre puntuable per a la Copa del món. El circuit va acollir també els campionats del món de BMX de 2015. El 2019, per primera vegada en la història d'aquesta competició (que fins aleshores canviava de seu cada any), els campionats del món van tornar a Zolder.

## Límits de soroll
En general, el Circuit Zolder té un límit de soroll de 96 dbA, el qual es mesura en dos punts al llarg de la pista, un just després del revolt 4 (Bianchi) i el segon entre els revolts 7 i 8 (els controls es poden reconèixer pels pals blaus). Durant els dies de proves internacionals i la majoria dels caps de setmana de curses, els límits de soroll s'eliminen.

## Historial del traçat
- Original Circuit de Gran Premi (1963–1972)
- Circuit de Gran Premi (1973–1974)
- Circuit de Gran Premi (1975–1985)
- Circuit de Gran Premi (1986–2001)
- Circuit de Gran Premi (2002–actualitat)

## Guanyadors del GP de Bèlgica de F1 a Zolder
| Any  | Data       | Pilot Guanyador  | Equip           | Resultats |
| ---- | ---------- | ---------------- | --------------- | --------- |
| 1984 | 29 d'abril | Michele Alboreto | Ferrari         | Resultats |
| 1982 | 9 de maig  | John Watson      | McLaren - Ford  | Resultats |
| 1981 | 17 de maig | Carlos Reutemann | Williams - Ford | Resultats |
| 1980 | 4 de maig  | Didier Pironi    | Ligier - Ford   | Resultats |
| 1979 | 13 de maig | Jody Scheckter   | Ferrari         | Resultats |
| 1978 | 21 de maig | Mario Andretti   | Lotus - Ford    | Resultats |
| 1977 | 5 de juny  | Gunnar Nilsson   | Lotus - Ford    | Resultats |
| 1976 | 16 de maig | Niki Lauda       | Ferrari         | Resultats |
| 1975 | 25 de maig | Niki Lauda       | Ferrari         | Resultats |
| 1973 | 20 de maig | Jackie Stewart   | Tyrrell - Ford  | Resultats |